# Walter Piancioli
Walter Renzo Piancioli  (n. La Paternal, Buenos Aires, Argentina, 4 de enero de 1968) es un cantante, compositor, productor, tecladista y guitarrista de rock argentino. Es reconocido por ser el vocalista y tecladista del grupo de pop rock Los Tipitos, desde 1994.

## Biografía
La relación musical de Piancoli comienza desde pequeño, ya que su madre era profesora de piano y de guitarra; es así que, con tan solo ocho años de edad, un joven Walter emprendía el camino de la música aprendiendo a tocar ésta última. Decidiose más adelante a ser músico gracias a su tío, quien le regaló el disco Please Please Me de la banda británica The Beatles. 
Antes de dedicarse a la música estudió biología en la Universidad Nacional de Mar del Plata, aunque abandono sus estudios un año más tarde convencido de que esa carrera no lo favorecería. Durante este proceso, para pagar sus propios gastos, trabajó como perfumero, médico farmacéutico, cadete y obrero. 
A la edad de 26 años se le diagnosticó que padecía de Psoriasis, lo que impulsó a concientizar a otros de detectar este mal cutáneo.

## Los Tipitos
Comenzó su carrera en 1992, al integrar el grupo Los Penes Erectos,  una banda de rock & roll por ese entonces conformado por Raúl Ruffino, Pablo Tevez y Federico Bugallo. Debido al nombre, el cual era considerado ofensivo por la audiencia, decidieron rebautizar a la agrupación como Los Tipitos. Tras varias presentaciones y un material discográfico independiente, fueron convocados por el cantautor León Gieco para la grabación de su primer trabajo discográfico oficial.
Con Los Tipitos, Piancioli ha editado un total de catorce álbumes de estudio y dos álbumes en vivo.

## Discografía

### Álbumes de estudio
- Los Tipitos (1996).
- ¿Quién va a garpar todo esto? (Volumen 1) (1998).
- Jingle Bells (EP) (1998).
- Cocrouchis (1999).
- Vintage (2001).
- Contra los molinos (2002).
- ¿Quién va a garpar todo esto? (Volumen 2) (2002).
- Armando Camaleón (2004).
- Primera Grabación (2005).
- Tan Real (2007).
- El club de los martes (2010).
- Push (2013).
- Ojos tremendos (2016).
- Rock nacional (2017).
- De mi flor (2019).
- Días por venir (2022).

### Recopilatorios
- Grandes éxitos (2010).

### En vivo
- TipitoRex (2006).

### DVD
- TipitoRex DVD (2006).
- Tan Real: Edición CD/DVD (2007).

### Colaboraciones
- Nuevo sol de Resumen Porteño (2010).
- Juguetes en el Vip de Juguetes en el Vip (2014).
- Hipnosis de Juan Rosasco en Banda (2014).
- Solicitud de Amistad de Viejos Komodines (2015).
- Te Veré Volver de Damián Gaume (2016).[6]
- Como un ritual de Hijos de Babel (2016).
- Bajorrelieve de El Buen Salvaje (2019).
- Nada de ELOY (2021).
- Ella se va (voz y teclados) de Nobles Santos (2022).
- Esa sensación (teclados) de Nobles Santos (2022).
- Pinta de Juan Rosasco en Banda (2025).